# Eivind Astrup
Pour les articles homonymes, voir Astrup.
Eivind Astrup, né le 17 septembre 1871 à Christiania (Oslo) et mort le 27 décembre 1895 à Folldal, est un explorateur norvégien.

## Biographie
Astrup participe à la North Greenland Expedition de Robert Peary au Groenland en 1891-1892 et cartographie le nord du l'île. Dans l'expédition suivante de Peary en 1893-1894, il explore et cartographie la baie de Melville sur la côte nord-ouest du Groenland.
Il est fait Chevalier de l'Ordre de Saint-Olaf en 1892.
Eivind Astrup meurt prématurément d'une fièvre typhoïde contractée après avoir mangé un pemmican avarié.
Il est connu pour l'introduction de la combinaison de l'utilisation des traîneaux à chien et des skis dans le cadre des expéditions polaires.

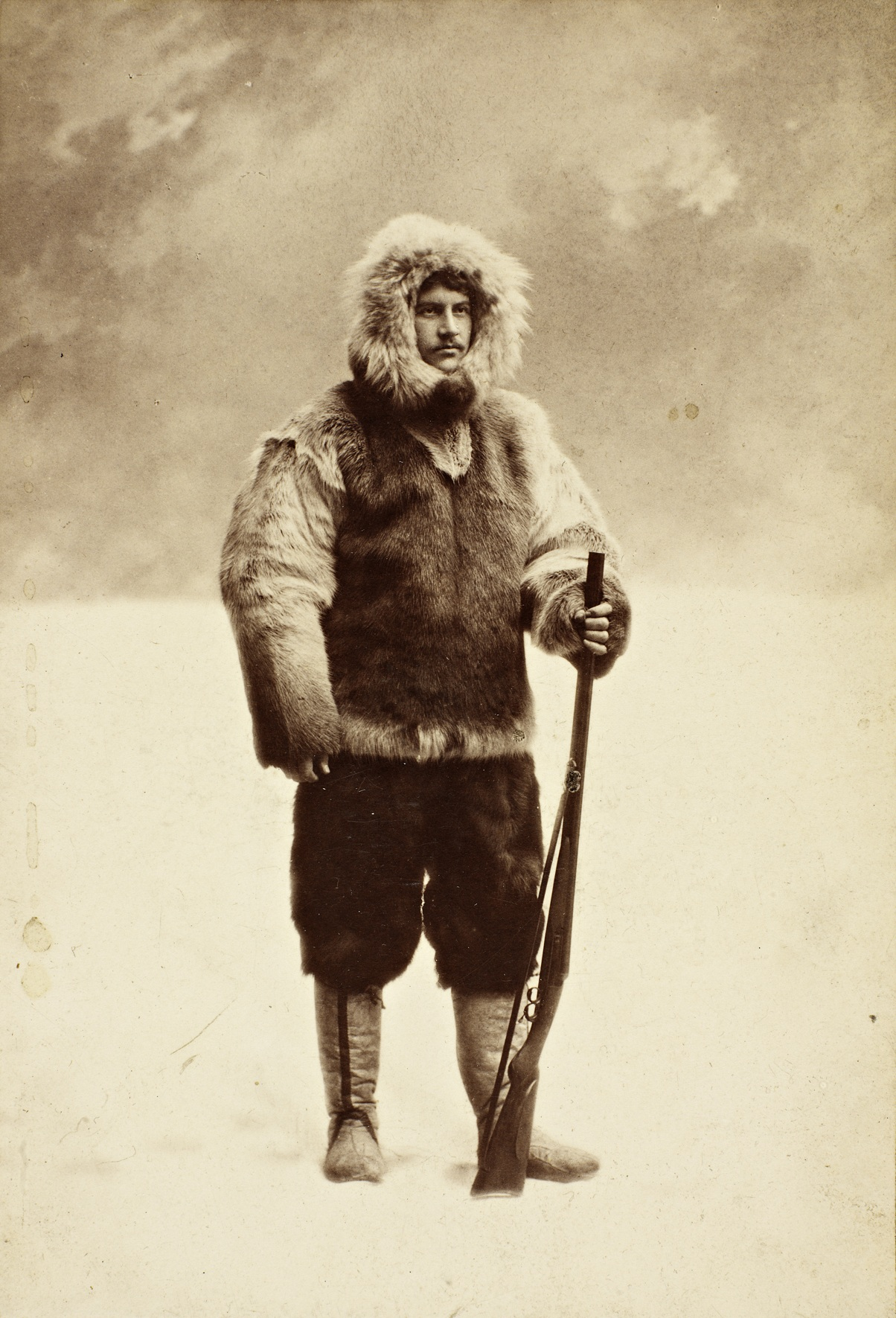
Eivind Astrup.